# Iselin Solheim (zapaśniczka)
Iselin Maria Vilde Moen Solheim (ur. 7 sierpnia 1995) – norweska zapaśniczka walcząca w stylu wolnym. Zajęła trzynaste miejsce na mistrzostwach świata w 2021. Trzecia na mistrzostwach Europy w 2020; piąta w 2019. Brązowa medalistka igrzysk europejskich w 2019. Zdobyła sześć medali na mistrzostwach nordyckich w latach 2014 – 2019. Plażowa wicemistrzyni świata w 2014. Trzecia na ME U-23 w 2018 roku.
Mistrzyni Norwegii w 2014, 2016, 2018, 2019 i 2020; druga w 2013 roku.